# کنراد پوپ
کنراد پوپ (انگلیسی: Conrad Pope) موسیقی‌دان، آهنگساز و ارکستراتور اهل ایالات متحده آمریکا است. وی از سال ۱۹۹۰ میلادی تاکنون مشغول فعالیت بوده‌است.
از فیلم‌ها یا مجموعه‌های تلویزیونی که وی در آن‌ها نقش داشته‌است، می‌توان به هفته‌ای که با مریلین گذراندم، هابیت: برهوت اسماگ، هری پاتر و یادگاران مرگ – قسمت دوم، هری پاتر و یادگاران مرگ – قسمت اول، سالت، مرد گرگ‌نما، ستوان بد: بندر نیواورلئان، عبور از مرز، سرود کریسمس، عصر یخبندان: ظهور دایناسورها، هورتون صدایی می‌شنود، ایندیانا جونز و قلمرو جمجمه بلورین، غرور و افتخار، مورد عجیب بنجامین باتن، افسانه دسپرو، نویسندگان آزادی، گریسی، در دره الاه، شیرها برای بره‌ها، بدون رزرو، قطب‌نمای طلایی، بابی، دیوار آتش، شکست‌ناپذیر، شب در موزه، مردان ایکس: آخرین ایستادگی، مونیخ، خاطرات یک گیشا، کینگ کونگ، نقشه پرواز، جنگ ستارگان قسمت سوم: انتقام سیت، جنگ دنیاها، افسانه زورو، هری پاتر و زندانی آزکابان، قطار سریع‌السیر قطبی، جنایت در هالیوود، انقلاب‌های ماتریکس، ماتریکس: بارگذاری مجدد، هری پاتر و تالار اسرار، هری پاتر و سنگ جادو، ماتریکس، جهان گمشده: پارک ژوراسیک و پارک ژوراسیک اشاره نمود.